# Biennale d'Athènes
La Biennale d'Athènes, en grec moderne : Μπιενάλε της Αθήνας / Bienále Tis Athínas, en anglais : Athens Biennale (AB),  est un événement culturel international qui se tient tous les deux ans dans différents lieux d'Athènes, en Grèce et qui consiste en une exposition à grande échelle et un programme diversifié d'événements parallèles, tels que des spectacles, des ateliers, des conférences. C'est l'un des plus grands événements artistiques internationaux de la culture contemporaine, en Grèce, et elle est reconnue comme l'une des initiatives culturelles les plus significatives et innovantes en Europe par la Fondation européenne de la culture, ayant obtenu le Princess Margriet Award for Culture, en 2015.
Elle est gérée par l'organisation à but non lucratif Athens Biennal,  cofondée par Xénia Kalpaktsóglou, Poka-Yio et Augustíne Zenákos, en novembre 2005 et également  codirigée par eux jusqu'en 2011. Xénia Kalpaktsóglou et Poka-Yio sont codirecteurs, jusqu'en 2016 et, depuis lors, Poka-Yio en est le directeur.

## Éditions
- AB1: DESTROY ATHENS (2007)
- AB2: HEAVEN (2009)
- AB3: MONODROME (2011)
- AB4: AGORA (2013)
- AB5to6: OMONOIA (juin 2015- février 2017)
- AB6: ANTI (2018)
- AB7: ECLIPSE (Printemps 2021)